# Tischeriidae
Super-famille
Famille
Les Tischeriidae sont une famille de lépidoptères (papillons), la seule de la super-famille des Tischerioidea.
Leurs larves mineuses creusent des galeries dans les feuilles de plantes diverses.
Cette famille regroupe 4 (ou 3) genres :
- Astrotischeria Puplesis & Diškus, 2003
- Coptotriche Walsingham, 1890
- Emmetia Leraut, 1993 - synonyme de Coptotriche selon BioLib (19 mars 2019)[1]
- Tischeria Zeller, 1839